# Ostrý Roháč
Der Ostrý Roháč (polnisch Rohacz Ostry) ist ein 2088 m n.m. hoher zweigipfliger Berg am Hauptkamm der Westtatra sowie deren geomorphologischen Teils Roháče. Er erhebt sich über den Tälern Jamnícka dolina im Süden und Smutná dolina im Talabschluss der Roháčska dolina im Norden und befindet sich zwischen den Nachbarbergen Plačlivé (2125 m n.m.) im Südwesten und über den Sattel Jamnícke sedlo Volovec mit 2063 m n.m. im Nordosten.
Der Berg ist durch einen rot markierten Wanderweg vom Sattel Jamnícke sedlo (0:50 h) oder vom Berg Plačlivé (0:45) heraus touristisch erschlossen, die exponierten Stellen sind durch Ketten gesichert. Dank dem dichten Wanderwegnetz in der Nähe ist eine Vielzahl von Anlaufwegen möglich, z. B. von den Tälern Račková dolina, Žiarska dolina und Smutná dolina oder auch über den Hauptkamm.